# Pharmatechnik
Pharmatechnik ist ein Studiengang, der sich mit der Herstellung von Arzneimitteln beschäftigt. Hierbei werden alle Stufen der Herstellung, von den Ausgangsmaterialien angefangen zu den Zwischenprodukten bis hin zum Endprodukt einer Arzneiform mit einbezogen. Auch die Qualitätssicherung, die chemische/physikalische Analytik, Verpackung, Validierung und Qualifizierung, sowie die gesetzlichen Rahmenbedingungen von Arzneimitteln werden berücksichtigt.

## Studium
Das Studium der Pharmatechnik wird an folgenden deutschen Hochschulen angeboten:
- Umwelt-Campus Birkenfeld der FH Trier Studiengang Bio- und Pharmatechnik (Bachelor of Sciences, auch als dualer Studiengang mit integrierter IHK-Ausbildung)
- Hochschule Ostwestfalen-Lippe mit Standorten Lemgo und Detmold
- Technische Fachhochschule Berlin Studiengang Pharma- und Chemietechnik (Bachelor und Master)
- Hochschule Anhalt mit Standorten Dessau, Köthen und Bernburg (Bachelor und Master)
- Hochschule Albstadt-Sigmaringen
- German-Jordanian University – Das deutsche Projektbüro ist an die Hochschule Magdeburg-Stendal (FH) angegliedert
- Hochschule Kaiserslautern mit dem Studiengang Angewandte Pharmazie

Bisherige Diplom-Studiengänge mit Ingenieurstitel wurden teils im Rahmen des Bologna-Prozesses in Bachelor- und Masterstudiengänge mit verkürzter Studiendauer umklassifiziert.

## Arbeitsmarkt
Der Studiengang Pharmatechnik wurde erstmals zum Wintersemester 1987/88 an der Fachhochschule Sigmaringen (heute: Hochschule Albstadt-Sigmaringen) angeboten.
Zu den Tätigkeitsfeldern von Pharmaingenieuren gehören:
- Planung von Fabriken / Produktionsanlagen
- Entwicklung und Optimierung von Verfahren
- Forschung und Entwicklung
- Betreuung von Produktionsanlagen und Betriebstechnik
- Qualitätsmanagement / Qualitätssicherung
- Qualifizierung von Anlagen / Validierung von Prozessen